# Matt Nagle
Matthew Nagle (1979,¿1980?-†23 de julio de 2007) se convirtió en la primera persona en usar una Interfaz Cerebro Computadora para restaurar sus funciones físicas perdidas debido a su parálisis. Él era cuadripléjico, estaba paralizado del cuello hacia abajo a raíz de un incidente en el cual fue herido con un cuchillo.
Cyberkinetics, en conjunción con el Profesor John Donoghue del departamento de Neurociencias en la Universidad de Brown, construyeron la interfaz, llamada Brain Gate (Compuerta cerebral) en el 2003. Nagle accedió a participar en las pruebas clínicas de la compuerta cerebral con el deseo de recuperar la salud nuevamente y poder llevar una vida normal y con grandes esperanzas de que los descubrimientos de la medicina moderna le ayudasen.
El dispositivo le fue implantado el 22 de junio del 2004 por el neurocirujano Gerhard Friehs. 100 electródos en un "Arreglo Utah" fueron colocados en la superficie de su cerebro sobre la región de la corteza motora que controlaba su brazo y mano dominante que era la izquierda. Un puente conectado al exterior de su cráneo era donde podía ser conectado a un ordenador. La computadora estaba "entrenada" para reconocer los patrones de pensamiento de Nagle y asociarlos con movimientos que Matt deseaba ejecutar. 
Mientras tenía el implante Nagle podía controlar el cursor de una computadora, y presionar el botón para controlar la Televisión, revisar su correo electrónico y hacer básicamente todo lo que pudiese al presionar botones virtuales, incluso podía dibujar (aunque con cierta imprecisión) en la pantalla. También podía enviar órdenes a una prótesis de mano robótica para abrirla o cerrarla. Los resultados del estudio fueron publicados en el diario Nature. Debido a las regulaciones en el protocolo de estudio por parte de la FDA, el dispositivo de compuerta cerebral le fue retirado aproximadamente hace un año.

No puedo describirlo con palabras, solo uso mi cerebro. Sólo lo pensé, dije, "Cursor ve arriba a la derecha", y lo hizo, y ahora puedo controlarlo por toda la pantalla. Ello me da un una sensación de independencia.
Matt NagleMatthew Nagle

Nagle, jugador estrella del equipo de fútbol de la High School (clase 1998) de Weymouth dejaba el espectáculo de fuegos pirotécnicos cerca de Wessagussett Beach, cuando estalló una pelea entre dos grupos de jóvenes, fue acuchillado a la altura del cuello , lo que le provocó severos daños a la espina dorsal, al tratar de ayudar a uno de sus amigos.
Matt murió el 23 de julio del 2007